# Carramar (del av en befolkad plats i Australien, Western Australia)
Carramar är en del av en befolkad plats i Australien. Den ligger i kommunen Wanneroo och delstaten Western Australia, omkring 30 kilometer norr om delstatshuvudstaden Perth. Antalet invånare är 6 605.
Runt Carramar är det ganska glesbefolkat, med 47 invånare per kvadratkilometer.. Närmaste större samhälle är Wanneroo, nära Carramar. 
Runt Carramar är det i huvudsak tätbebyggt. Genomsnittlig årsnederbörd är 820 millimeter. Den regnigaste månaden är juli, med i genomsnitt 142 mm nederbörd, och den torraste är januari, med 11 mm nederbörd.